# 塞尔维亚南部和东部统计区
塞尔维亚南部和东部统计区 (羅馬化：Južna i istočna Srbija) 是塞尔维亚五個統計区之一。根据地域统计单位命名法，它也是一个二级统计区(NUTS 2)。它成立于2010年，根据2011年的人口普查，该统计区内总人口为1,563,916人。

## 历史
2009年，国民议会通过了《领土平等发展法》，将塞尔维亚划分为七个统计区。最初决定在目前塞尔维亚南部和东部统计区被分为了两个统计区：东部统计区（Источни регион / Istočni region）和南部统计区（Јужни регион / Južni region）。该法于2010年4月7日进行了修订。统计区的数量因此减少至5个，南部统计区和东部统计区合并为塞尔维亚南部和东部统计区。

## 行政区
塞爾維亞南部和東部統計區包括9個行政區：
| 区                       | 面积 (km²) | 人口 (2011年人口普查) | 行政中心   |
| ------------------------ | ---------- | --------------------- | ---------- |
| 波杜纳夫列区             | 1,250      | 199,395               | 斯梅代雷沃 |
| 布拉尼切沃区             | 3,865      | 183,625               | 波扎雷瓦茨 |
| 博爾區                   | 3,510      | 124,992               | 博爾       |
| 扎耶查爾區               | 3,623      | 119,967               | 扎耶查爾   |
| 尼沙瓦区                 | 2,727      | 376,319               | 尼什       |
| 皮羅特區                 | 2,761      | 92,479                | 皮羅特     |
| 托普利察区               | 2,229      | 91,754                | 普羅庫普列 |
| 亚布拉尼察区             | 2,770      | 216,304               | 萊斯科瓦茨 |
| 普奇尼亞區               | 3,520      | 159,081               | 弗拉涅     |
| 资料来源：塞尔维亚统计局 |            |                       |            |

## 经济

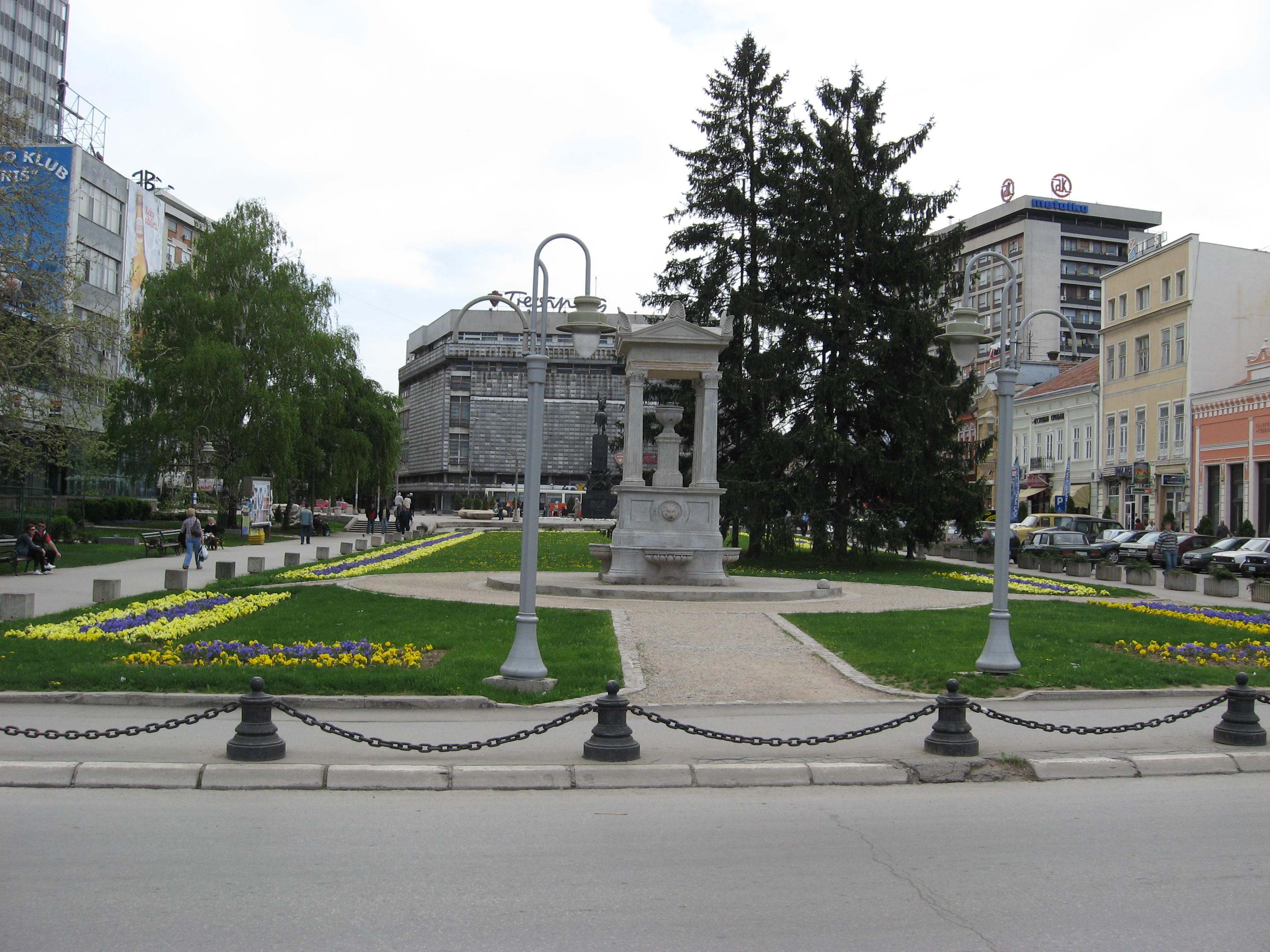
尼什市中心，塞尔维亚东部的金融中心

塞尔维亚南部东部统计区是全国最贫穷的地区。只有尼什和波扎雷瓦茨的国内生产总值高于全国平均水平。遭受破坏的地区包括巴布什尼察、貝拉帕蘭卡、博伊尼克、博西萊格勒、弗拉迪欽漢、戈盧巴茨。扎古比察、庫爾舒姆利亞、庫切沃、萊巴內、梅德韋賈、斯夫爾利格、蘇爾杜利察、 特爾戈維什泰和茨爾納特拉瓦。
2017年该地区GDP为66.4亿欧元，占塞尔维亚GDP的13.8%。人均GDP为4249欧元。

## 城/镇

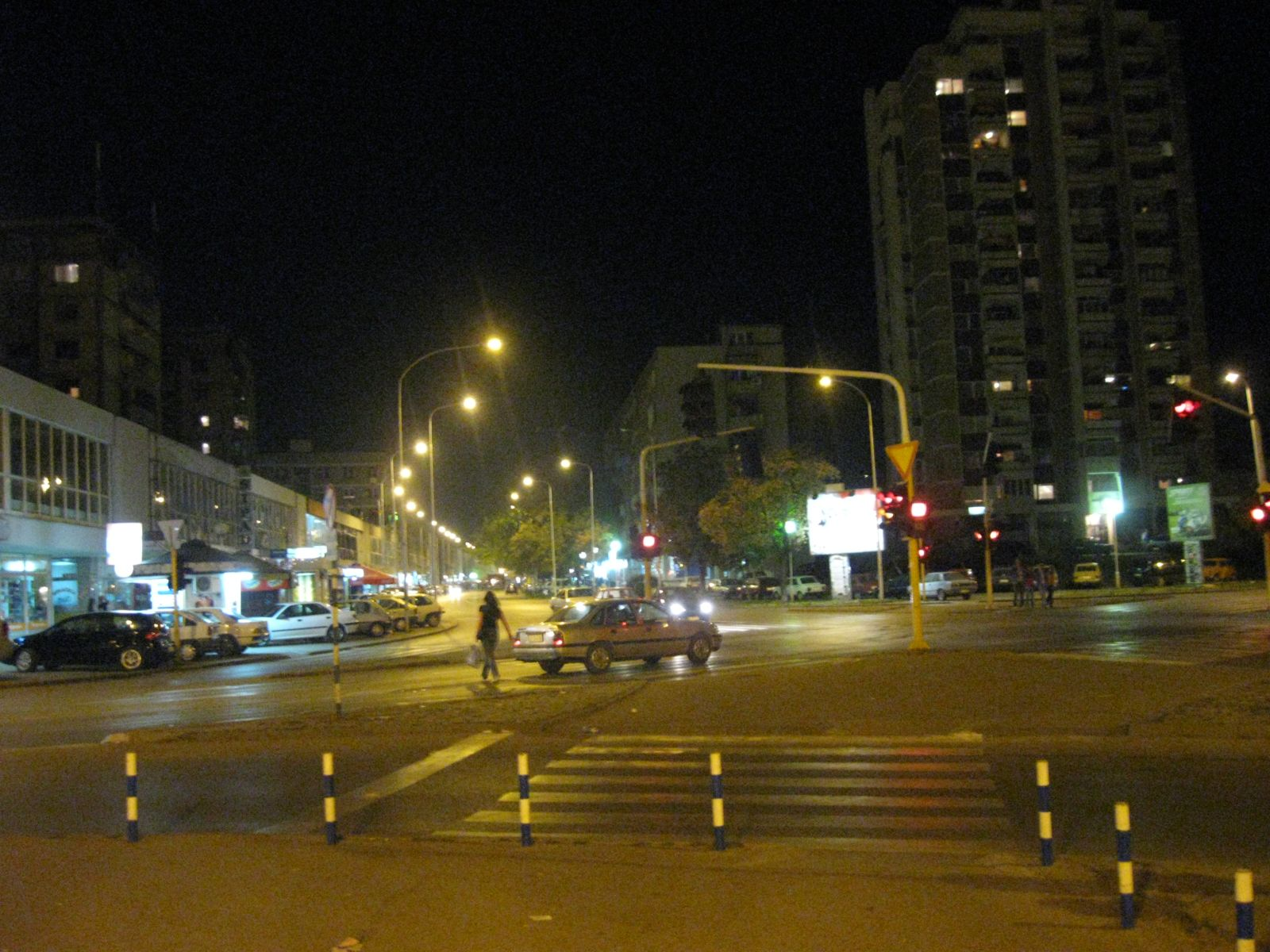
萊斯科瓦茨市中心

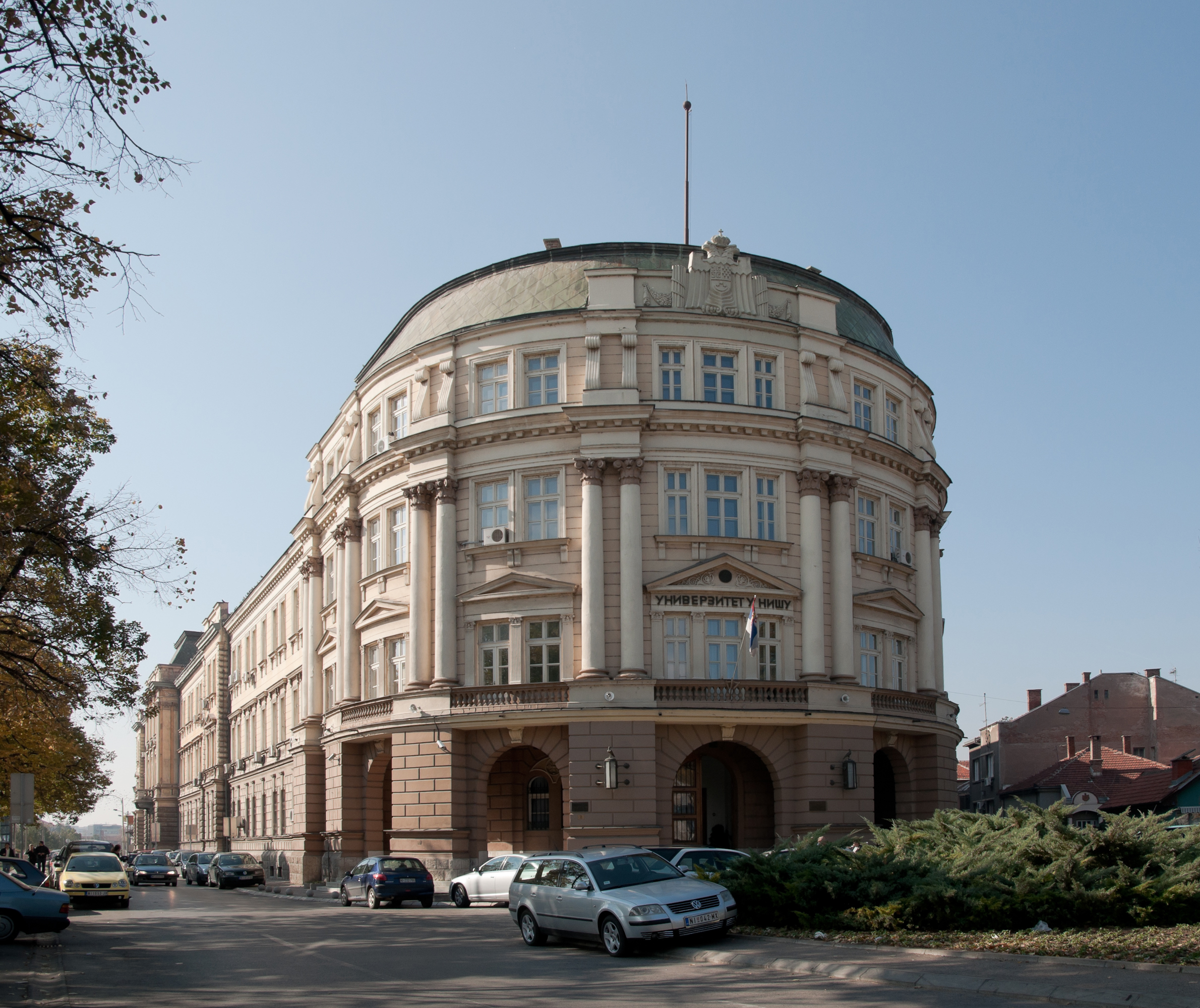
尼什的大学大楼

该地区最大的城镇分别是：
| 城/镇            | 市区人口 (2011年人口普查) | 总人口 (2011年人口普查) |
| ---------------- | ------------------------- | ----------------------- |
| 尼什             | 187,544                   | 260,237                 |
| 斯梅代雷沃       | 64,175                    | 108,209                 |
| 萊斯科瓦茨       | 60,288                    | 144,206                 |
| 弗拉涅           | 55,138                    | 83,524                  |
| 波扎雷瓦茨       | 44,183                    | 75,334                  |
| 皮羅特           | 38,785                    | 57,928                  |
| 扎耶查爾         | 38,165                    | 59,461                  |
| 博爾             | 34,160                    | 48,615                  |
| 普羅庫普列       | 27,333                    | 44,419                  |
| 斯梅代雷沃帕蘭卡 | 23,601                    | 50,284                  |
| 阿萊克西納茨     | 16,685                    | 51,863                  |
| 大普拉納         | 16,088                    | 40,902                  |

## 人口统计
根据2011年的人口普查，塞尔维亚南部和东部统计区的人口为1,563,916人。人口最多的城市是尼什，市区人口约为26万。其他城市中心是斯梅代雷沃、萊斯科瓦茨、扎耶查爾和弗拉涅，有超过50,000人居住在城市区域。该地区受到人口减少的严重影响。最严重的情况是加金漢、茨爾納特拉瓦、拉扎尼、特爾戈維什泰等城市，以及保加利亚人居住的季米特洛夫格勒和博西萊格勒。人口减少的一个例子是茨爾納特拉瓦，1948年有13,614人，而2011年只有1,663人。
阿爾巴尼亞人抵制2011年的人口普查。据估计，有50000名阿爾巴尼亞人生活在普雷舍沃、布亞諾瓦茨和梅德韋賈等城市。他们占普雷舍沃人口的90%，布亞諾瓦茨的50%，梅德韦贾的15%。这些城市的人口出生率为正。
根据人口普查，尼什的人口相比较于2002年增长了。